# Arachnopusia kankawatiensis
Arachnopusia kankawatiensis is een uitgestorven mosdiertjessoort uit de familie van de Arachnopusiidae. De wetenschappelijke naam van de soort is voor het eerst geldig gepubliceerd in 2007 door Guha & Gopikrishna.